# Cuthona suecica
Cuthona suecica is een slakkensoort uit de familie van de Cuthonidae. De wetenschappelijke naam van de soort is voor het eerst geldig gepubliceerd in 1940 door Odhner.